# صیدآباد (جعفرآباد)
صیدآباد روستایی در دهستان جعفرآباد بخش مرکزی شهرستان جعفرآباد استان قم ایران است.

## جمعیت
بر پایه سرشماری عمومی نفوس و مسکن در سال ۱۳۹۵ جمعیت این روستا ۷۵ نفر (۲۳خانوار) بوده‌است.